# بایفگنا د ریوکرب
بایفگنا د ریوکرب (به اسپانیایی: Vallfogona de Riucorb) یک شهرستان در اسپانیا است که در کاتالونیا واقع شده‌است.

## خصوصیات
بایفگنا د ریوکرب ۱۰٫۹۵ کیلومترمربع مساحت و ۱۵۸ نفر جمعیت دارد و ۶۹۸ متر بالاتر از سطح دریا واقع شده‌است.